# Ото XII фон Арним
Ото XII фон Арним (на немски: Otto XII. von Arnim; * 25 октомври 1682 в Герзвалде в Бранденбург; † 18 юни 1748 в Герзвалде) е благородник от род Арним в Бранденбург.
Той е син на Ото Кристоф фон Арним (1622 – 1686) и съпругата му Катарина Тугендрайх фон Арним († 1682), дъщеря на Хенинг Кристоф фон Арним (1626 – 1674) и фон Кетелхак († 1678). Внук е на Бусо Кламор фон Арним († 1638) и Мария Маргарета фон Арним († ок. 1638), дъщеря на Бернд IV фон Арним (1542 – 1611) и София фон дер Шуленбург (1556 – 1605).
Господарите фон Арним построяват през 1724 г. дворец Герзвалде в Бранденбург.

## Фамилия
Ото XII фон Арним се жени 1705 г. в Цимкендорф за София Салома фон Айкщет († 15 април 1724, Герзвалде), дъщеря на Кристоф Валентин фон Айкщет (1648 – сл. 1718) и София Хедвиг фон Рамин-Щолценбург (1656 – сл. 1714). Те имат децата:
- Кристоф Ото фон Арним (* 26 февруари 1706, Герзвалде; † 5 май 1769, Герзвалде), женен I. на 19 февруари 1750 г. в Церников за Беата Вероника фон Бредов (* 3 декември 1733, Цютцен; † 4 март 1759, Герзвалде), II. на 25 ноември 1760 г. за	Анна Лукреция фон Арас († 24 ноември 1763, Герзвалде), III. на 8 април 1764 г. за Беата Кристиана фон Арним (* 18 март 1728, Голмиц; † 6 май 1800, Берлин); има общо шест деца
- Лудолф Валентин фон Арним (* 24 април 1707, Герзвалде; † 4 април 1758, Лигниц, Полша), пруски майор, женен за Доротея София фон Арник (1715 – 1783)
- Елизабет Тугендрайх фон Арним (* кръстена 22 август 1722; † 1756/1766), омъжена на 28 март 1743 г. в Герзвалде за Хайнрих Август Волдек фон Арнебург (* 1705; † 12 август 1759, Кунерсдорф)
- Доротея Фридерика фон Арним (* 5 януари 1723, Щернхаген, Укермарк, Брандебург; † 15 март 1809, Фогелзанг, Предна Померания), омъжена на 20 октомври 1756 г. в Щернхаген, Укермарк, Брандебург, за Карл Готлоб фон Енкефорт (* 14 октомври 1723, Фогелзанг; † 26 март 1806, Фогелзанг, Предна Померания)

Ото XII фон Арним се жени втори път на 25 март 1727 г. във Фреденвалде за Анна Луиза фон Арним (* 9 юли 1710; † 7 ноември 1785), дъщеря на Александер Магнус фон Арним (1659 – 1727) и Аделхайд Тугендрайх фон Мудерсбах († 1739). Те имат два сина:
- Магнус Вилхелм фон Арним (* 1733/13 юни 1735, Герзвалде; † 17 февруари 1810, Вилхелмсхоф), женен на	23 май 1758 г. във Витенберг, Саксония-Анхалт за Вилхелмина Августа София фон Бургсдорф (* 20 юли 1731, Клайн-Милкау; † 11 май 1773, Бьокенберг); имат два сина
- Йоахим Ердман фон Арним (* 24 април 1741, Герзвалде; † 17 януари 1804, Берлин), пруски камерхер, дипломат, женен на 30 ноември 1777 г. в Церников за фрайин Амалия Каролина фон Лабес (* 13 май 1761, Берлин; † 14 февруари 1781, Берлин); имат два сина:
  - Карл Ото Лудвиг фон Арним (1779 – 1861), писател
  - Карл Йоахим Фридрих Лудвиг Ахим фон Арним (1781 – 1831), писател, поет, женен на 24 февруари 1811 г. в Берлин за Бетина Брентано ( 1785 – 1859)